# 1524 Joensuu
1524 Joensuu è un asteroide della fascia principale del diametro medio di circa 42,79 km. Scoperto nel 1939, presenta un'orbita caratterizzata da un semiasse maggiore pari a 3,1101172 UA e da un'eccentricità di 0,1205093, inclinata di 12,70101° rispetto all'eclittica.
L'asteroide è dedicato alla città finlandese di Joensuu, dove lo scopritore ha frequentato la scuola primaria.